# Mihail Shifman
Mihail Shifman (n. 4 aprilie 1949, Riga, Republica Sovietică Socialistă Letonă, URSS) este un fizician american de origine sovietica, profesor la Universitatea Minesotta (SUA), care a contribuit substanțial la dezvoltarea cromodinamicii cuantice, membru al Academiei Naționale de științe din SUA.

## Biografie
Deși s- a născut la Riga , in Letonia, și-a a petrecut copilăria în Ucraina. In anul 1966 a fost admis la Institutul fizico- tehnic din Moscova, pe care l- a absolvit în anul 1972 cu excelenta. Tema lucrării de diplomă:"Dezintegrări duble ale kaonilor K_L".
In anul 1976 a susținut teza de doctorat la Institutul de fizică teoretică și experimentală din Moscova sub supravegherea profesorilor Boris Ioffe, Valentin Zaharov și Arcadie Vainstein. Tema dizertației " Dezintegrări neleptonice ale particulelor stranii", iar în anul 1983 a susținut teza de doctor habilitat subiectul "Regula sumelor în Cromodinamica cuantică". A lucrat la Institutul de fizică teoretică și experimentală până în anul 1989, apoi a petrecut un an la Universitatea din Berna, după ce s- a angajat la Universitatea Minesotta din SUA.
Este membru al societății de fizică din SUA din 1997, pentru o contribuție importantă în dezvoltarea cromodinamicii cuantice neperturbative, iar în anul 2007 a participat la compunerea și redactarea volumului "Domnule Einstein,  Dumneavoastră ați ratat examenul de matematica", consacrat restricțiilor impuse evreilor în URSS la admiterea în Universități.

## Lucrări importante
- A propus în colaborare cu Zaharov și Vainstein mecanismul "diagrama pinguinilor", care implica schimbarea aromatului cuarcilor.
- A derivat o serie de teoreme cu referință la energiile joase din CDC, care provin din anomalia de urma a CDC.
- A introdus noțiunea de condensat gluonic in CDC, și a elaborat în colaborare cu Vainstein și Zaharov regula sumelor.
- A sugerat existența axionului lui Kim- Zaharov- Shifman- Vainstein ,independent și deosebit de axionul Peccei - Quinn.
- A obținut solutii exacte in cadrul teoriilor supersimetrie de gauge ( condensat de gluino,funcția beta).A soluționat problema anomaliei și a holomorfiei.
- A introdus simetria cuarcilor grei.
- A extins construcția lui Goddard-Kent-  Olive din cadrul teoriei bidimensionale conforme

## Distincții
- Premiul Humboldt, 1993
- Premiul Samurai, 1999 ( împreună cu Zaharov și Vainstein)
- Premiul Iulius Edgar Lilienfeld,2006
- A ocupat catedra Blaise Pascal, 2007
- Premiul Pomeranciuc, 2013
- Medalia Dirac, 2016